# Sveriges herrlandslag i landhockey
Sveriges herrlandslag i landhockey representerar Sverige i internationella turnieringar. 2009 var Sverige rankade på 22:a plats i Europa- och femtio i FIH:s världsranking. Sverige har inte deltagit i någon större internationell landhockeyturniering.
Sverige startade ett inofficiellt landslag, sammansatt av bandyspelare som sommartid ägnade sig åt landhockey, 1951, som spelade 1-1 mot Tyskland och slog danska mästarna Kalundborg HK med 3-1. Officiella landskamper började Sverige spela den 8 juni 1974, då man förlorade med 0-3 mot Finland i Köping.

### Fotnoter
1. ↑  Gustafsson, Stig. Bollsportens först och störst. Forum